# 甕津郡
甕津郡是朝鮮半島行政區劃，原屬黃海道，包括了現在位於朝鮮民主主義人民共和國黃海南道的甕津郡及康翎郡的一部分。

## 行政區劃
- 馬山面
- 富民面
- 龍淵面
- 興嵋面
- 東南面
- 北面
- 茄川面
- 文井面
- 西面
- 龍泉面

## 歷史
甕津郡的名稱源於當地的甕津半島。直到1945年，甕津郡管有一個邑及10個面，即：甕津邑、茄川面、交井面、東南面、鳳邱面、富民面、北面、西面、龍淵面、龍泉面、興嵋面。1945年8月15日解放後，南北分治，38線以北的交井面和茄川面歸北韓管轄，現歸黃海南道；以南的甕津邑、東南面、鳳邱面、富民面、北面、西面、龍淵面、龍泉面、興嵋面歸大韓民國管轄，屬於京畿道。朝鲜战争后，日治时代属瓮津郡的大陆部分全部被朝鲜占领。只剩下原属长渊郡的白翎面以及原属碧城郡的松林面的大小延坪岛。